# 美艷隱帶麗魚
美艷隱帶麗魚，為輻鰭魚綱鱸形目隆頭魚亞目慈鯛科的其中一種，分布於南美洲秘魯的亞馬遜河流域，體長可達6.3公分，生活在河川中底層水域，生活習性不明，可作為觀賞魚。

## 擴展閱讀
維基物種上的相關：美艷隱帶麗魚